# Мендилибар, Хосе Луис
Хосе Луис Мендилибар (исп. José Luis Mendilibar Etxebarria; род. 14 марта 1961, Сальдивар, Страна Басков) — испанский футболист и футбольный тренер.

## Карьера игрока
В молодости, до 1982 года, Мендилибар выступал за резервный состав «Атлетика» из Бильбао — «Бильбао Атлетик». После чего три сезона провёл в рядах «Логроньеса», затем заключил контракт с клубом «Сестао», с которым провёл следующих семь лет в Сегунде, а после вылета команды из оной завершил игровую карьеру в баскском клубе «Лемона», в третьем футбольном дивизионе.

## Карьера тренера
По завершении карьеры игрока Мендилибар заступает на должность главного тренера любительской команды «Арратия», в которой проводит с 1994 по 1996 год. В том же 1996 году принимает юношеский состав главного баскского клуба «Атлетик Бильбао», а спустя ещё несколько лет, с 1999 года, руководит «Бильбао Атлетик», резервом бильбаосской команды.
В начале XXI века работает с клубами из Сегунды Б. В сезоне 2001/02 тренирует «Орреру» из баскского города Витория. Следующие два сезона возглавляет канарскую команду «Лансароте». В условиях крайне ограниченного бюджета в 2004 году приводит этот клуб к победе в своей подгруппе, что является наивысшим достижением в истории клуба по сей день.
Вернувшись в страну Басков, уже в Сегунде, он принимает «Эйбар» из одноимённого города. С которым в первом же сезоне занимает 4-е место, остановившись всего в трёх очках от лидирующей строчки.
Все эти локальные успехи приводят к тому, что Мендилибара приглашают в «Атлетик Бильбао», клуб, за который он болел с детства. Но задержаться на посту главного тренера баскского клуба ему не удалось, в 10 первых матчах сезона 2005/06 победить удалось лишь раз, и за этим последовала отставка.
Летом 2006 года его услуги потребовались «Вальядолиду», пребывавшему в Сегунде. С этой командой Мендилибар проводит следующие три с половиной года. Ему удалось с первой же попытки вывести кастильский клуб в Примеру (причём с первого места, отрыв от ближайшего преследователя составил 8 очков) и удерживать его в высшем испанском дивизионе два следующих года. Однако неудачные выступления в первой половине сезона 2009/10 вынудили руководство клуба расторгнуть трудовое соглашение 1 февраля 2010 года.
Спустя почти год Хосе Луис Мендилибар приглашён на пост главного тренера в «Осасуну». С его приходом рисунок игры наваррской команды изменился в пользу более зрелищного, атакующего футбола.
В сентябре 2013 года «Осасуна» уволила главного тренера Хосе Луиса Мендилибара. Причиной отставки называется провальный старт «Осасуны» в начале сезона 2013/14.
29 мая 2014 года специалист занял пост главного тренера «Леванте». Соглашение рассчитано до конца сезона 2014/15, предусмотрена возможность продления документа ещё на один сезон. 21 октября 2014 года был уволен из клуба.
2 июля 2015 года снова стал главным тренером «Эйбара». На посту главного тренера баскского клуба проработал 6 лет, сумев превратить скромный клуб в крепкого середняка Ла Лиги. Однако по итогам сезона 2020/21 «Эйбар» вылетел в Сегунду, после чего Мендилибар покинул клуб.
28 декабря 2021 года возглавил «Алавес», сменив ранее уволенного Хавьера Кальеху.
В сезоне 2022/23 возглавил «Севилью», с которой выиграл Лигу Европы.
В сезоне 2023/24 возглавил «Олимпиакос», с которым выиграл Лигу конференций УЕФА.

## Достижения

### В качестве тренера
«Реал Вальядолид»
- Победитель Сегунды: 2006/07

«Севилья»
- Победитель Лиги Европы УЕФА: 2022/23

«Олимпиакос»
- Чемпион Греции: 2024/25
- Обладатель Кубка Греции: 2024/25
- Победитель Лиги конференций УЕФА: 2023/24

### Личные
- Приз Мигеля Муньоса: 2016/17
- Лучший тренер месяца Ла Лиги: февраль 2017